# Hector Rail 241
De serie 241 is een elektrische locomotief van het type Bombardier TRAXX F140 AC2, bestemd voor het goederenvervoer van de Zweedse spoorwegonderneming Hector Rail.

## Geschiedenis
In de jaren 90 gaf de Deutsche Bundesbahn aan de industrie opdracht voor de ontwikkeling van nieuwe locomotieven ter vervanging van oudere locomotieven van het type 103, 151, 111, 181.2 en 120. Hierop presenteerde AEG Hennigsdorf in 1994 prototype 12X die later als 145 door Adtranz te Kassel werd gebouwd. Uit dit prototype ontstond een groot aantal varianten.
Deze locomotieven worden tegenwoordig door Bombardier te Kassel gebouwd. De ruwbouw van de locomotiefkasten vindt sinds 2008 plaats in de vestiging in Wrocław en de eindmontage in de vestiging in Kassel.
Op 13 december 2010 maakte Hector Rail bekend een vervolgorder van twee locomotieven met een optie van vier locomotieven te hebben geplaatst. Er werden twee gebruikte lokomotieven aan de vloot toegevoegd, 119 001 ex CargoNet en 185 642.

## Constructie en techniek
De locomotief heeft een stalen frame. De tractie-installatie is uitgerust met een draaistroom en heeft driefasige asynchrone motoren in de draaistellen. Iedere motor drijft een as aan.

### Nummers
De locomotieven van Hector Rail werden als volgt genummerd:
| Lijst van de 241 |             |                |                           |             |
| Nummer           | Eigenaar    | Naam           | UIC nummer                | Opmerkingen |
| 1e serie:        |             |                |                           |             |
| 241 001          | Hector Rail | "Kenobi"       | 91 74 62 41 001-5 S-HCTOR |             |
| 241 002          | Hector Rail | "Skywalker"    | 91 74 62 41 002-3 S-HCTOR |             |
| 241 003          | Hector Rail | "Organa"       | 91 74 62 41 003-1 S-HCTOR |             |
| 241 004          | Hector Rail | "R2D2"         | 91 74 62 41 004-9 S-HCTOR |             |
| 241 005          | Hector Rail | "Solo"         | 91 74 62 41 005-6 S-HCTOR |             |
| 241 006          | Hector Rail | "Calrissian"   | 91 74 62 41 006-4 S-HCTOR |             |
| 2e serie:        |             |                |                           |             |
| 241 007          | Hector Rail | "Bond"         | 91 74 62 41 007-2 S-HCTOR |             |
| 241 008          | Hector Rail | "Galore" (UIC) | 91 74 62 41 008-0 S-HCTOR |             |
| 3e serie:        |             |                |                           |             |
| 241 009          | Hector Rail | "Moneypenny"   | 91 74 62 41 009-8 S-HCTOR |             |
| 241 010          | Hector Rail | "Yoda"         | 91 74 62 41 010-6 S-HCTOR |             |
| 4e serie:        |             |                |                           |             |
| 241 011          | Hector Rail | "C-3PO"        | 91 74 62 41 011-4 S-HCTOR |             |
| 241 012          | Hector Rail | "Chewbacca"    | 91 74 62 41 012-2 S-HCTOR |             |

## Treindiensten
De locomotieven worden door de Hector Rail ingezet voor onder meer het goederenvervoer tussen Noorwegen, Zweden, Denemarken en Duitsland. Ook worden er locomotieven verhuurd aan Veolia Transport voor hun personenvervoer.